# Historisch Centrum Limburg
Het Historisch Centrum Limburg (HCL) verzamelt, beheert en presenteert archieven en collecties van (overheids)instellingen en particulieren in de Nederlandse provincie Limburg. Het is een van de Regionale Historische Centra in Nederland. Het HCL heeft locaties in Heerlen en Maastricht.
Het HCL is in Maastricht gehuisvest in het voormalige kloostercomplex van de Minderbroeders aan de Sint Pieterstraat in het Maastrichtse Jekerkwartier. Het complex omvat behalve het monumentale Oude Minderbroedersklooster enkele nieuwbouwvleugels. In Heerlen is het HCL sinds 2022 gehuisvest in de Christus Koningkerk in de wijk Vrieheide.

## Geschiedenis

### 1881-2004: RAL
Het Rijksarchief in Limburg (RAL) nam al in 1881 zijn intrek in de Oude Minderbroederskerk. Toen waren de restauratie- en verbouwingswerkzaamheden van de kerk - die tot die tijd in gebruik was geweest als opslagplaats van het garnizoen - zover gevorderd dat een gedeelte ervan in gebruik kon worden genomen. In die tijd moest de kerk nog met kolenkachels verwarmd worden - in verband met de brandveiligheid in een depot vol papier een verre van ideale situatie, die tot in de dertiger jaren van de twintigste eeuw zou duren. In 1884 verhuisden ook het Stadsarchief- en -bibliotheek Maastricht van het Stadhuis naar de Sint Pieterstraat. De laatste vertrokken in 1915 naar het Generaalshuis op het Vrijthof. In 1919 kwam de nieuwe Tapijnkazerne in Maastricht gereed. Daarmee kwam de Sint Pieterskazerne - gehuisvest in de voormalige kloostergebouwen van de Minderbroeders, grenzend aan de Oude Minderbroederskerk - leeg te staan. Het zou (onder andere door bezuinigingen in de crisisjaren) tot 1939 duren voordat een verbouwing van het voormalige klooster kon beginnen. De werkzaamheden waren eind 1941 voltooid. Restauratie van de aan de oostzijde van de apsis gelegen Commandantswoning werd uitgesteld. In de periode 1987 tot 1996 volgde wederom een reeks ingrijpende verbouwingen. Op 8 november 1996 werd het geheel verbouwde Rijksarchief in Limburg geopend door Prins Willem-Alexander.

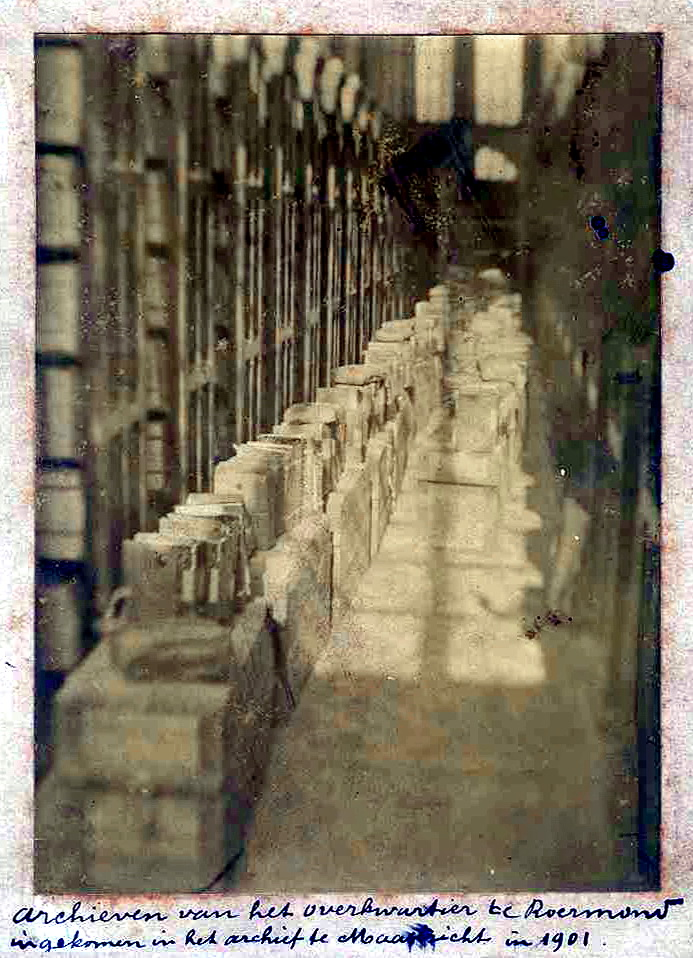
Ingekomen archiefpaketten naast de archiefkasten, 1901
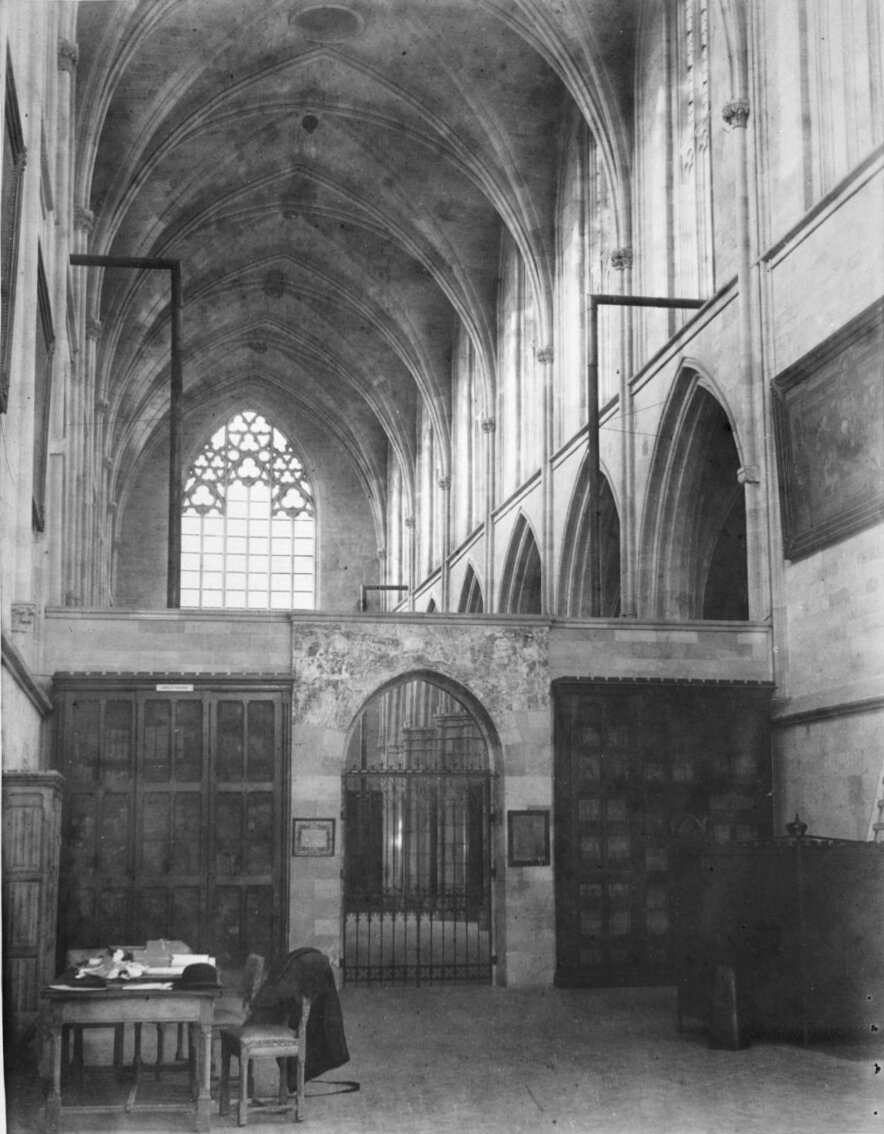
Koorafscheiding in de Oude Minderbroederskerk, 1915?
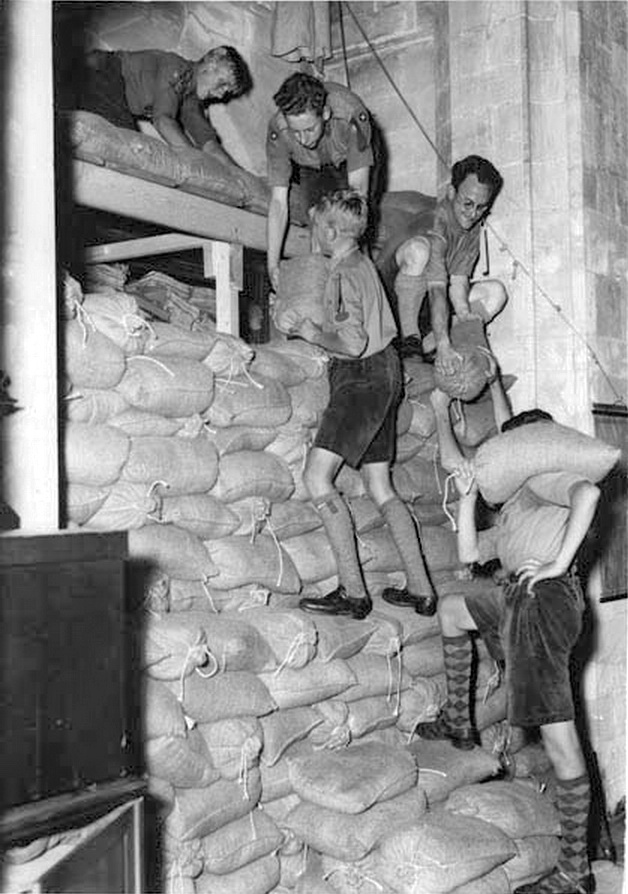
Beveiliging archieven tegen bomschade, 1939
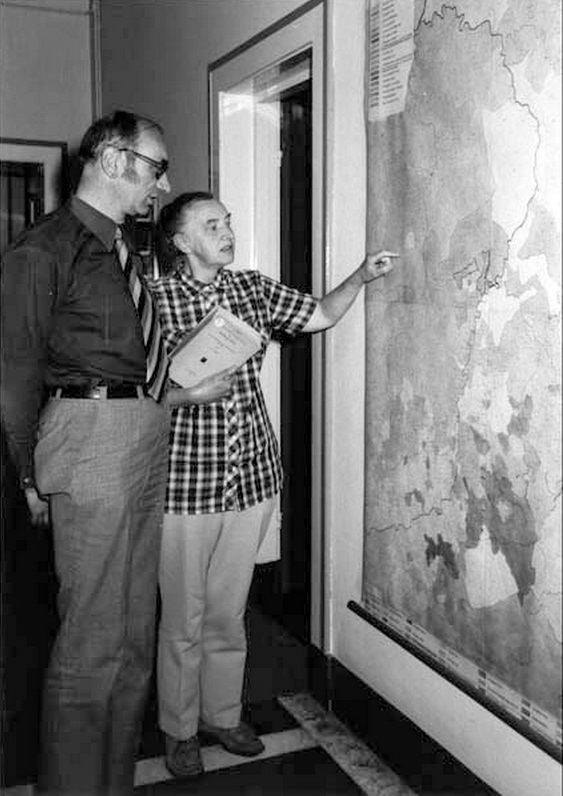
Prof. Munier en chartermeester dr. Nuijens in het archief, 1975

### 2004-2019: RHCL
Op 1 oktober 2004 fuseerden het Rijksarchief in Limburg (RAL) en het Gemeentearchief Maastricht (GAM) tot Regionaal Historisch Centrum Limburg (RHCL). De twee archieven werden tezamen ondergebracht aan de Sint Pieterstraat. De wettelijke functies van gemeente- en rijksarchivaris bleven bestaan, maar een directeur neemt sindsdien de verantwoordelijkheid voor de gecombineerde diensten. Vanaf 1 januari 2005-2009 was dat Douwe de Graaf. Na diens afzwaaien was Jacques Giessen waarnemend directeur. Sinds 1 april 2010 is Lita Wiggers directeur. 

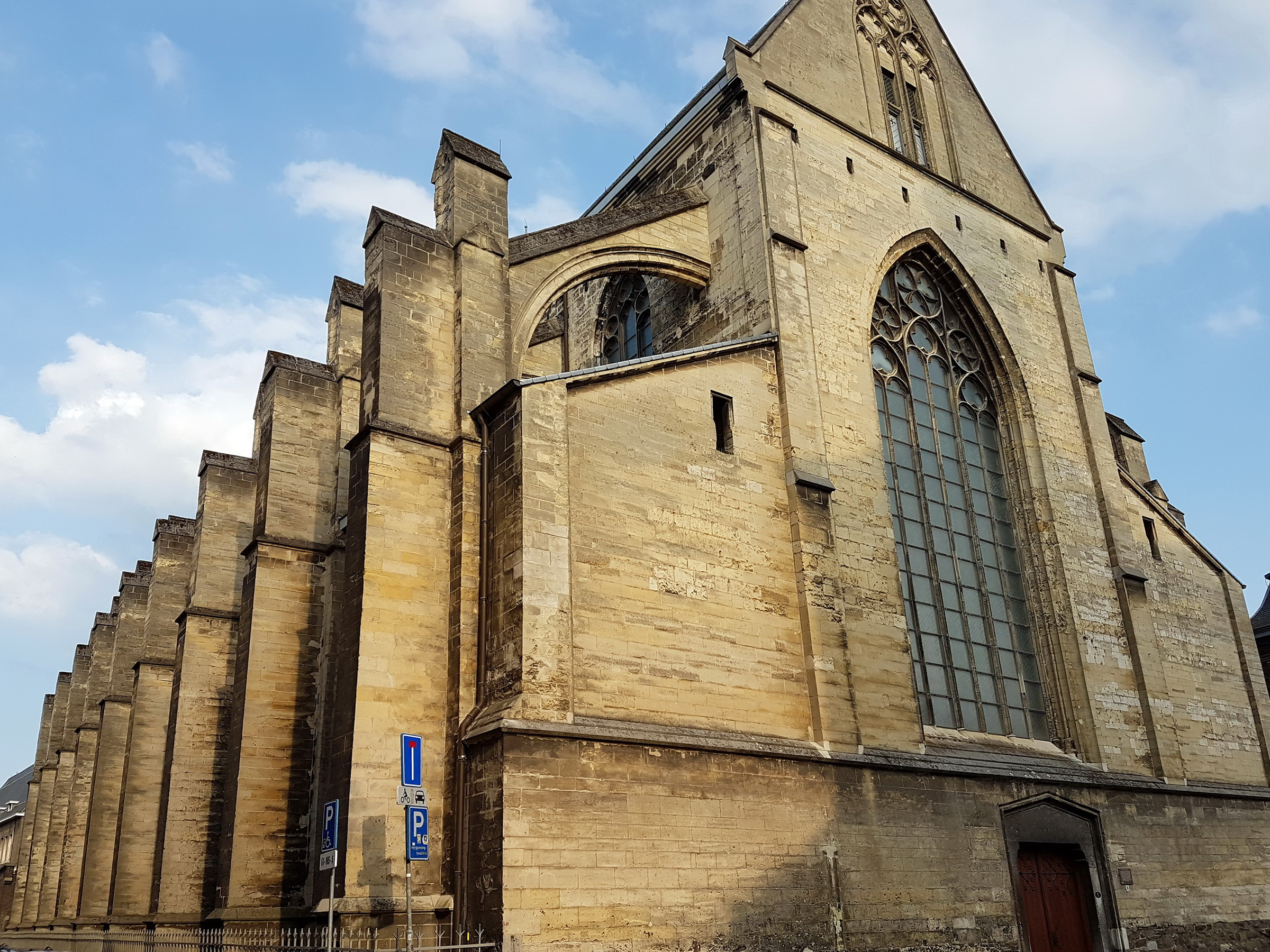
Oude Minderbroederskerk
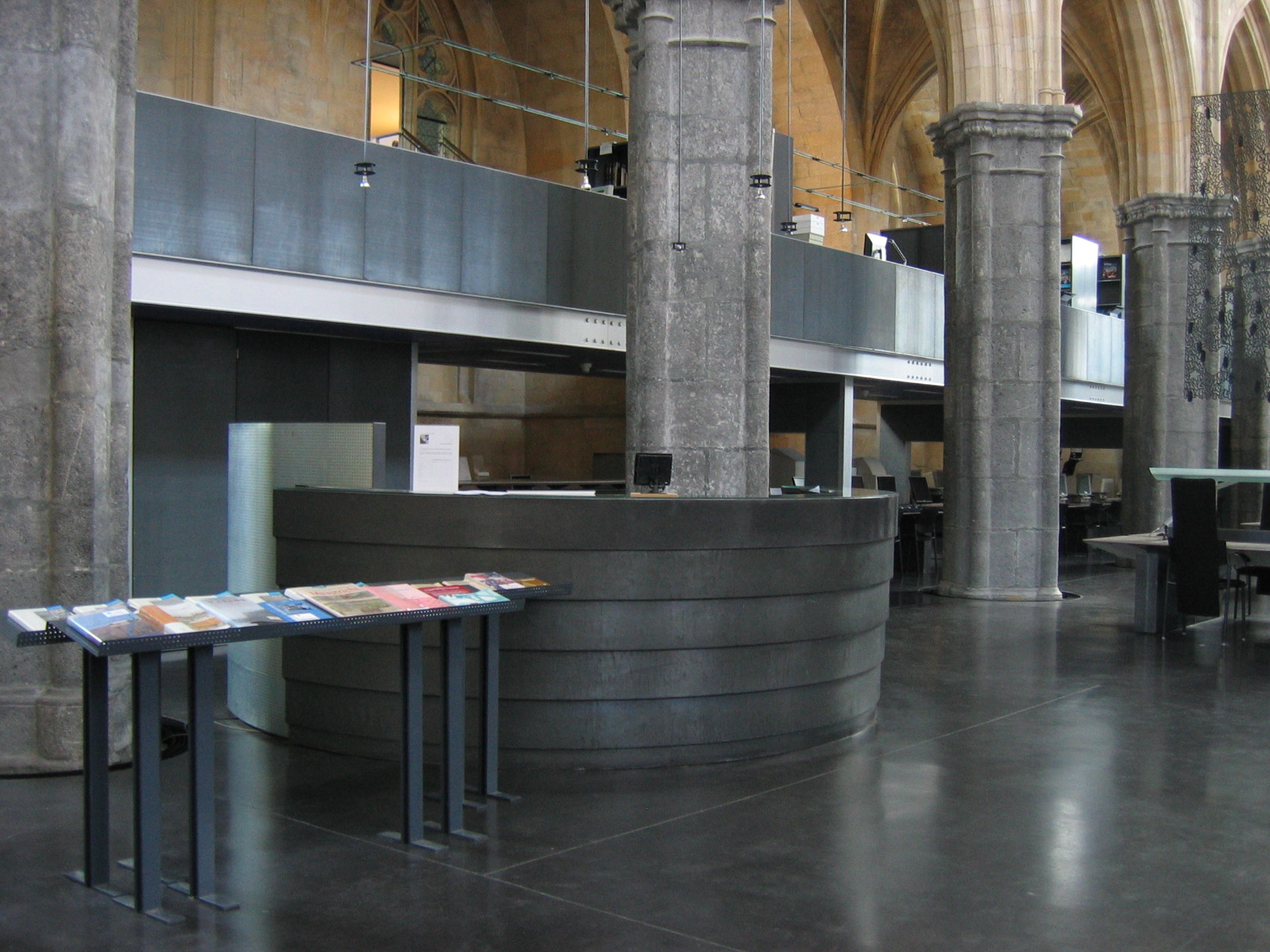
Interieur kerk met infobalie
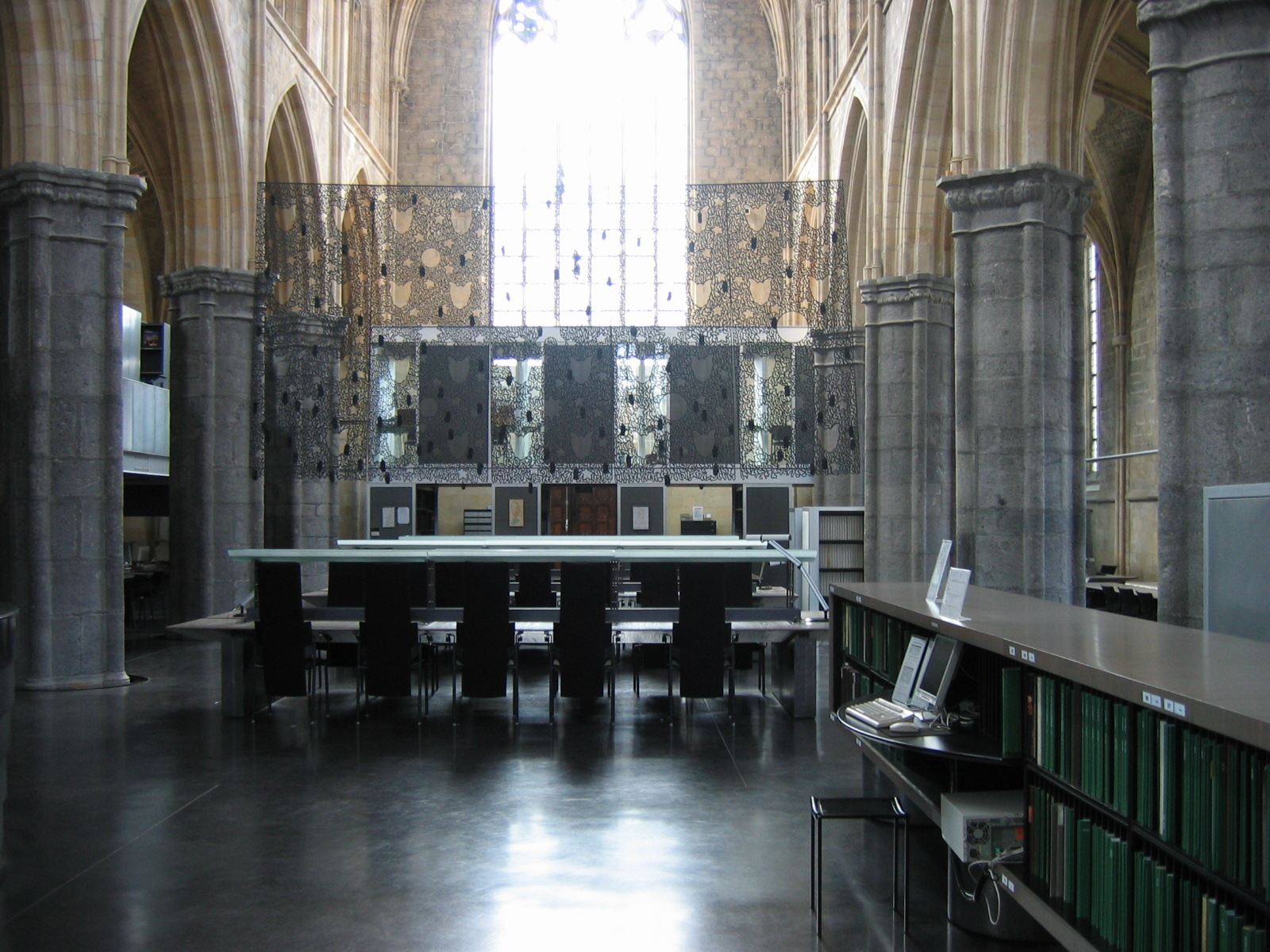
Interieur met studieplekken
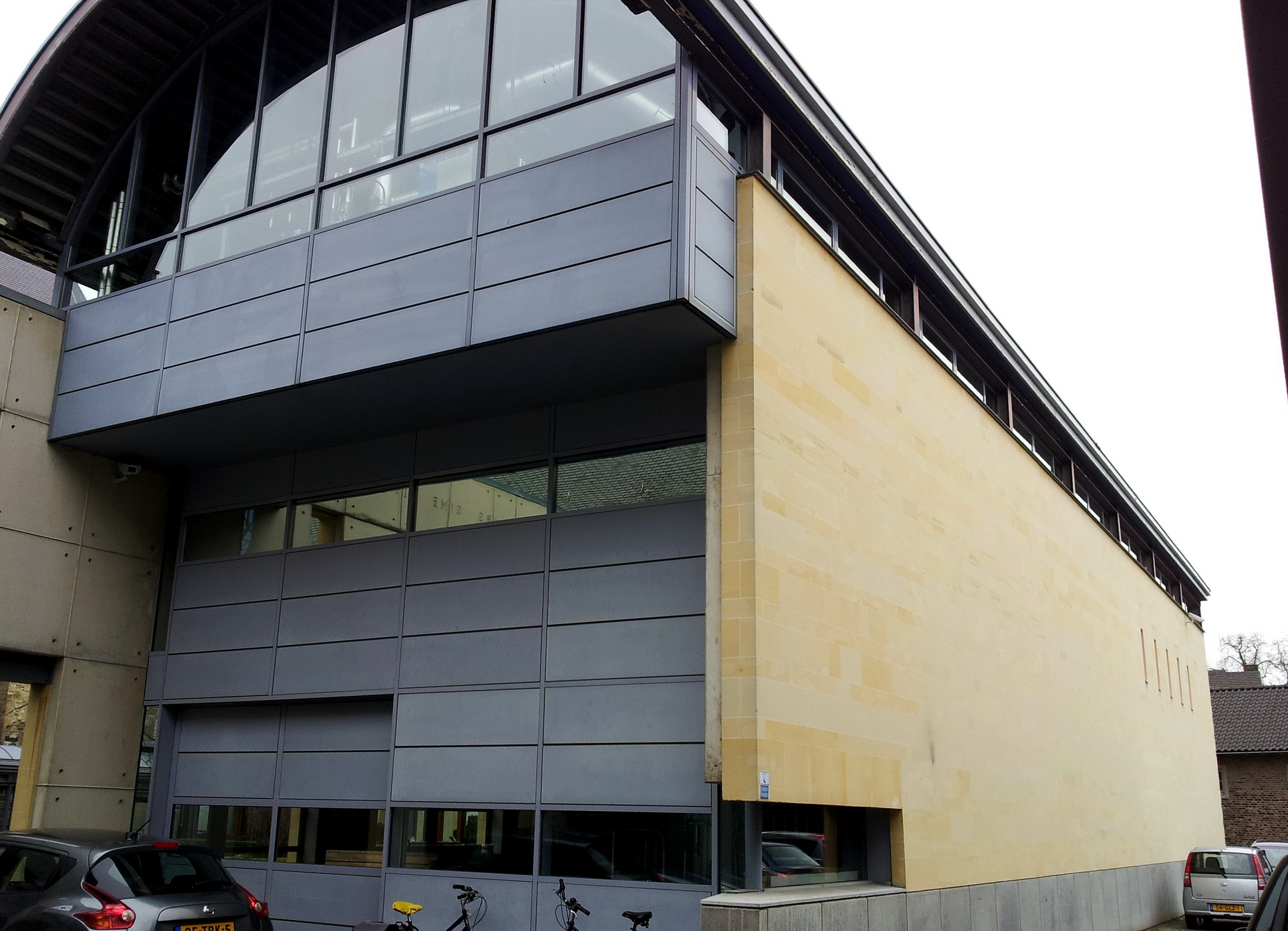
Nieuwe vleugel bij het klooster

### Na 2019: HCL
In de afgelopen jaren leidde Lita Wiggers het RHCL onder meer naar een fusie met Rijckheyt, het streekarchief van Heerlen en omgeving. Met ingang van 31 december 2019 heeft dit geleid tot een nieuwe gemeenschappelijke regeling met als naam Historisch Centrum Limburg (HCL). Hierin vormen de gemeenten Heerlen en Maastricht samen met de Rijksoverheid de bestuurlijke partners. Het HCL is een openbaar lichaam op grond van deze gemeenschappelijke regeling en daarmee een publiekrechtelijke organisatie. Behalve de partners in de regeling beheert het HCL de archieven of levert het HCL diensten aan de volgende overheidsinstanties:  
- Provincie Limburg
- Waterschap Limburg
- Gemeente Beekdaelen
- Gemeente Brunssum
- Gemeente Eijsden-Margraten
- Gemeente Gulpen-Wittem
- Gemeente Landgraaf
- Gemeente Meerssen
- Gemeente Simpelveld
- Gemeente Vaals
- Gemeente Valkenburg aan de Geul
- Gemeente Voerendaal
- GGD Zuid-Limburg
- Het Gegevenshuis
- ISD Bol
- ISD Kompas
- Kredietbank Limburg
- RUD Zuid-Limburg
- Veiligheidsregio Zuid-Limburg

### Rijks- en gemeentearchivarissen

#### Lijst van rijksarchivarissen in Limburg bij het RAL
- 1881-1893: Jos Habets
- 1893-1921: August Flament (vanaf 1919 met ziekteverlof)
- 1922-1928: Pierre Doppler
- 1929-1933: Willem Goossens
- 1933-1968: Gerard Panhuysen (tot 1939 plaatsvervangend rijksarchivaris)
- 1968-1981: Mart Smeets
- 1981-1991: Jos Wieland
- 1991-1997: Jo Jamar
- 1997-eind 1999: Jacques van Rensch, plaatsvervangend rijksarchivaris
- eind 1999-1 september 2003: Flip Maarschalkerweerd; tevens gemeentearchivaris Maastricht

#### Lijst van rijksarchivarissen in Limburg bij het RHCL
- 1 september 2003-29 april 2005: Jacques van Rensch, waarnemend rijksarchivaris
- 29 april 2005-13 november 2019: Jacques van Rensch

#### Lijst van rijksarchivarissen in Limburg bij het HCL
- 2020-heden: Ingmar Koch

#### Lijst van gemeentearchivarissen van Maastricht bij het RHCL
- 2003-2017: Herman Ronner
- 2017-2019: Boy Gerrits

#### Lijst van gemeentearchivarissen bij het HCL
- 2020-heden: Ingmar Koch (tevens rijksarchivaris)
- 2020-heden: Geert Luykx

## Collecties
Het HCL beheert zo'n 32 kilometer archief. Dat zijn allereerst de archieven van de rijksinstellingen in de provincie Limburg, de archieven van de provincie zelf, en die van de aangesloten overheidsinstanties. Bovendien beheert het Historisch Centrum Limburg een groot aantal particuliere archieven: van kerkgenootschappen, verenigingen, stichtingen, bedrijven en personen.
In Maastricht bevindt zich 24 kilometer archief, opgeslagen in ondergrondse archiefdepots die in 1994 zijn aangelegd. Direct naast de Oude Minderbroederskerk zijn tot een diepte van 10 meter drie lagen depot gebouwd. De onderste depots liggen daarmee op een dieper niveau dan de bedding van de Jeker, die er boven langs stroomt. De capaciteit van de depots is 28 km.
In Heerlen bevindt zich ongeveer 6,5 kilometer archief. Dit is opgeslagen in de depots die in de voormalige Christus Koningkerk zijn aangelegd. Het betreft hier twee depots met ieder twee verdiepingen (in principe vier lagen). De capaciteit van deze depots is 15 km.
Onder de bijzondere stukken bevinden zich:
- het oudste archiefstuk van Nederland, een akte uit 950 van koning Otto I, afkomstig uit de abdij van Thorn;
- een oorkonde uit 1139 van koning Koenraad III, waarin hij de Sint Servaasbrug schenkt aan het kapittel van Sint-Servaas;
- het 9,9 m lange Kruisherenarchief (1436-1796), het meest complete kloosterarchief in Nederland, België en het Duitse Rijnland;[5]
- de oudste bouwtekeningen van Nederland: een serie uitgewerkte tekeningen uit ca. 1460 van de Koningskapel (begin 19e eeuw gesloopt) en de nog bestaande laatgotische kloostergang van de Sint-Servaaskerk in Maastricht;
- een groot aantal 17e-, 18e- en 19e-eeuwse stads- en dorpsgezichten van Limburg van onder anderen Valentijn Klotz, Josua de Grave, Jan de Beijer en Philippe van Gulpen;
- twaalf albums met een groot deel van de ontwerpen van de Maastrichtse architect en interieurontwerper Mathias Soiron (1748-1834);
- de oudste foto van een gebouw in Limburg: een daguerreotypie uit 1844 van kasteel Neercanne bij Maastricht;
- het fotoarchief Van Kleef, bestaande uit een kleine maar voor Nederland unieke collectie vroege medische röntgenfoto's en enkele honderden glasplaten en fotoafdrukken van de amateurfotograaf Lambert Th. van Kleef (1846-1928)
- het archief van de Staatsmijnen in Limburg;
- het persoonlijk archief van de dichter-schilder Pierre Kemp (1886-1967).

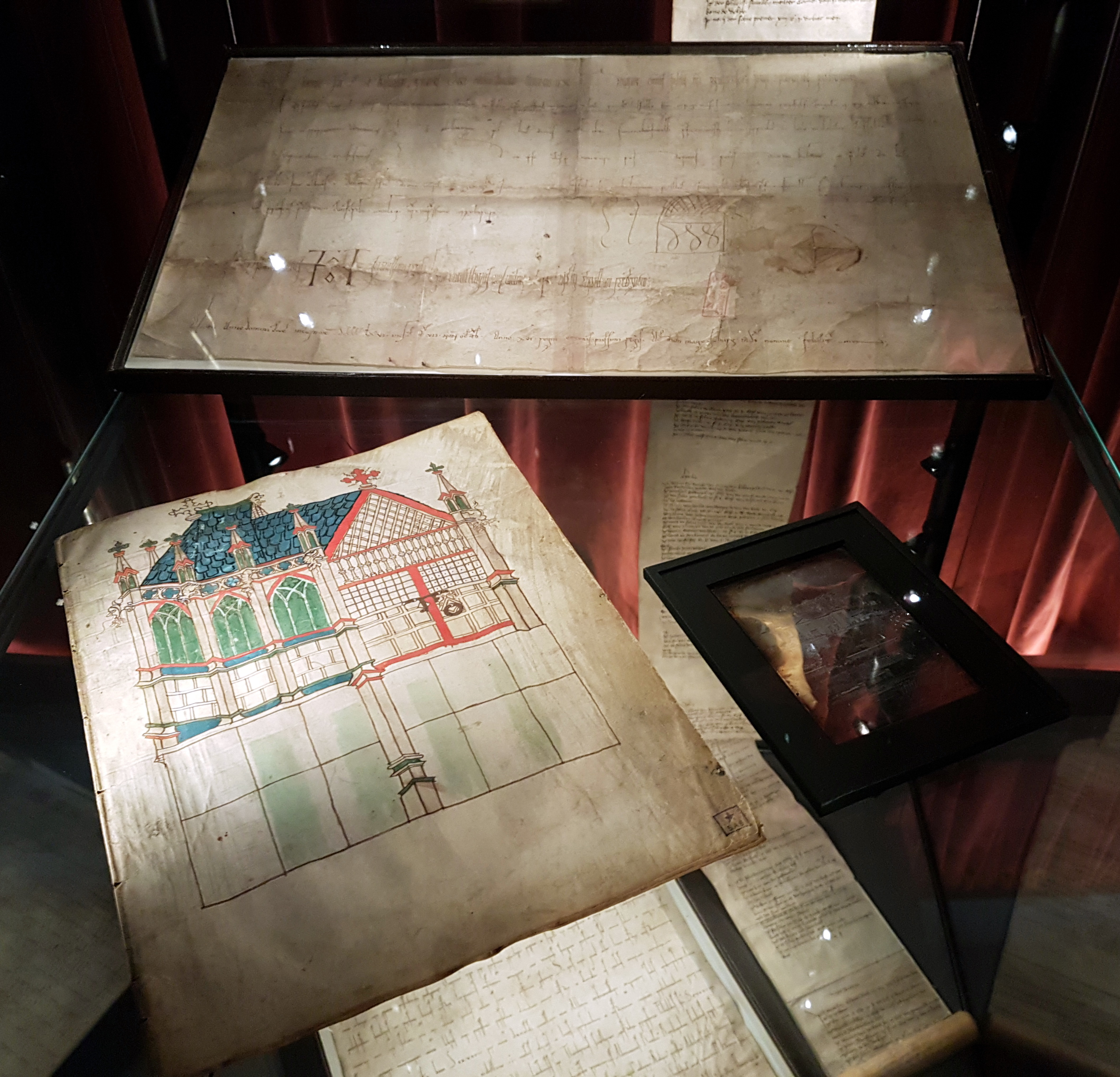
Oudste oorkonde (950) en oudste bouwtekening (ca. 1460)
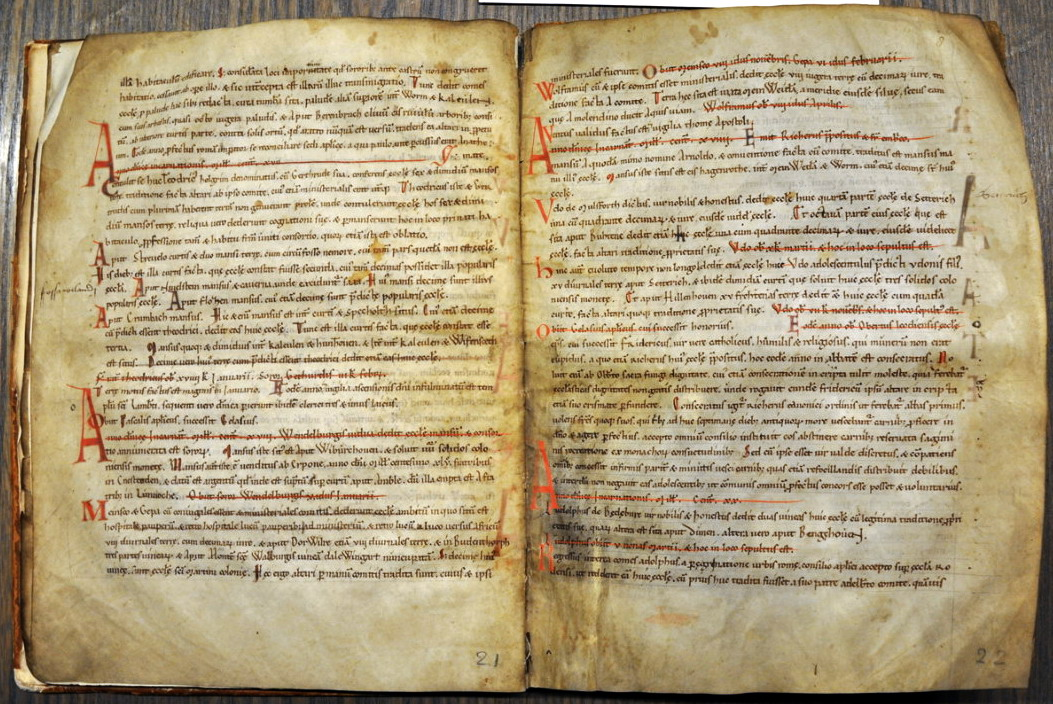
12e-eeuwse Annales Rodenses van de abdij Rolduc, Kerkrade
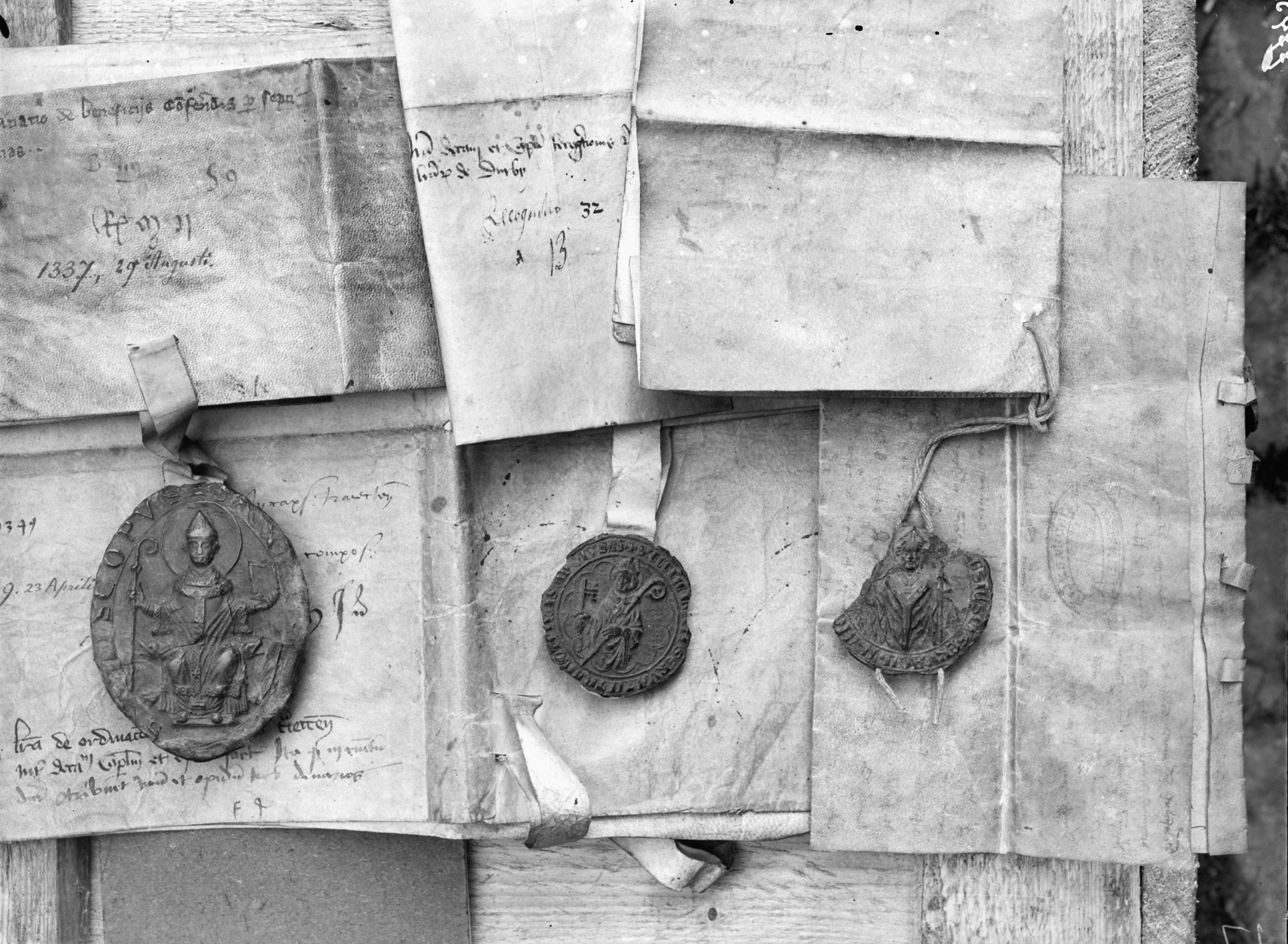
Middeleeuwse akten met zegels van het Sint-Servaaskapittel, Maastricht
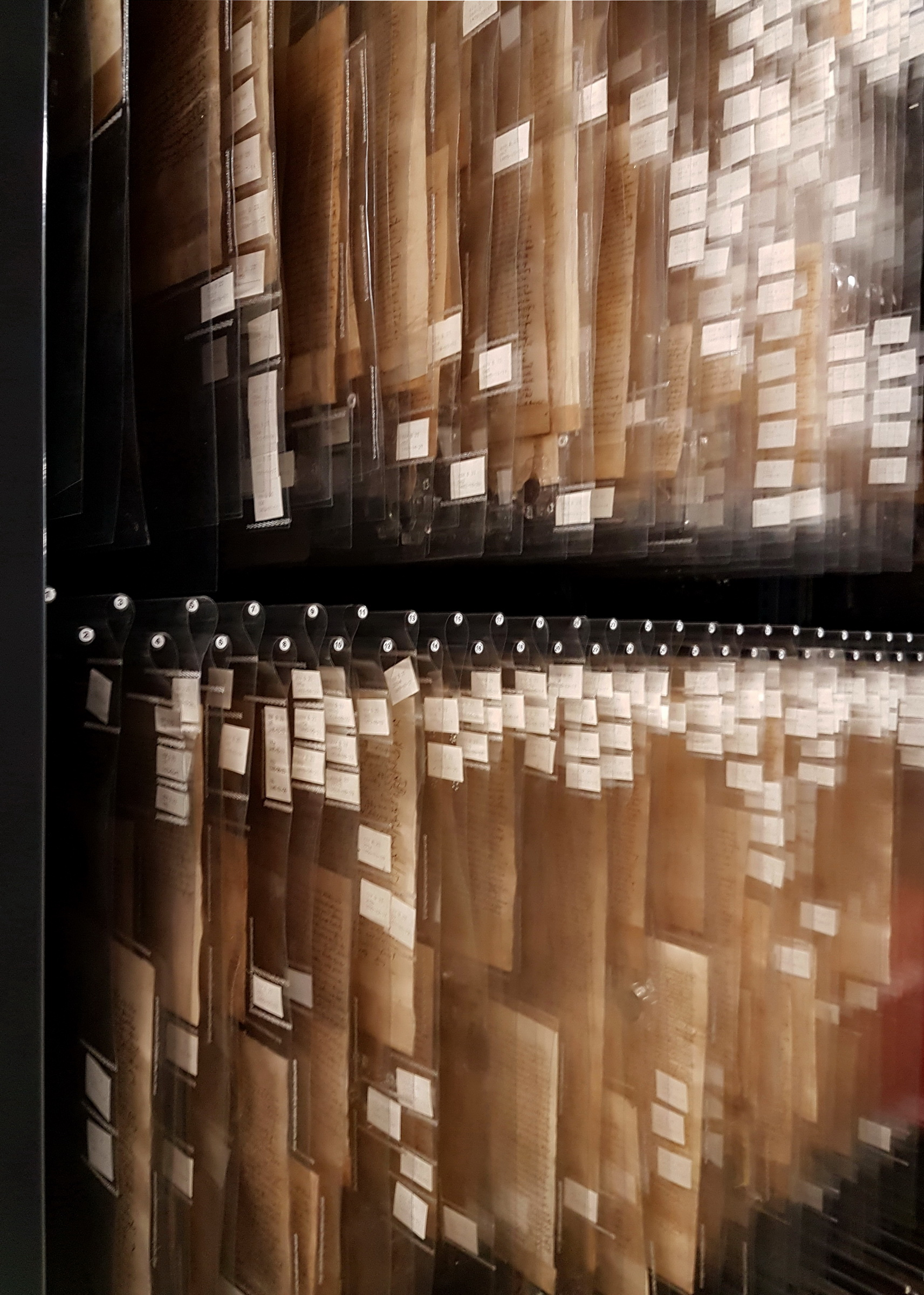
Zuurvrij in Lexan verpakte oorkonden in het Kruisherenarchief, Maastricht
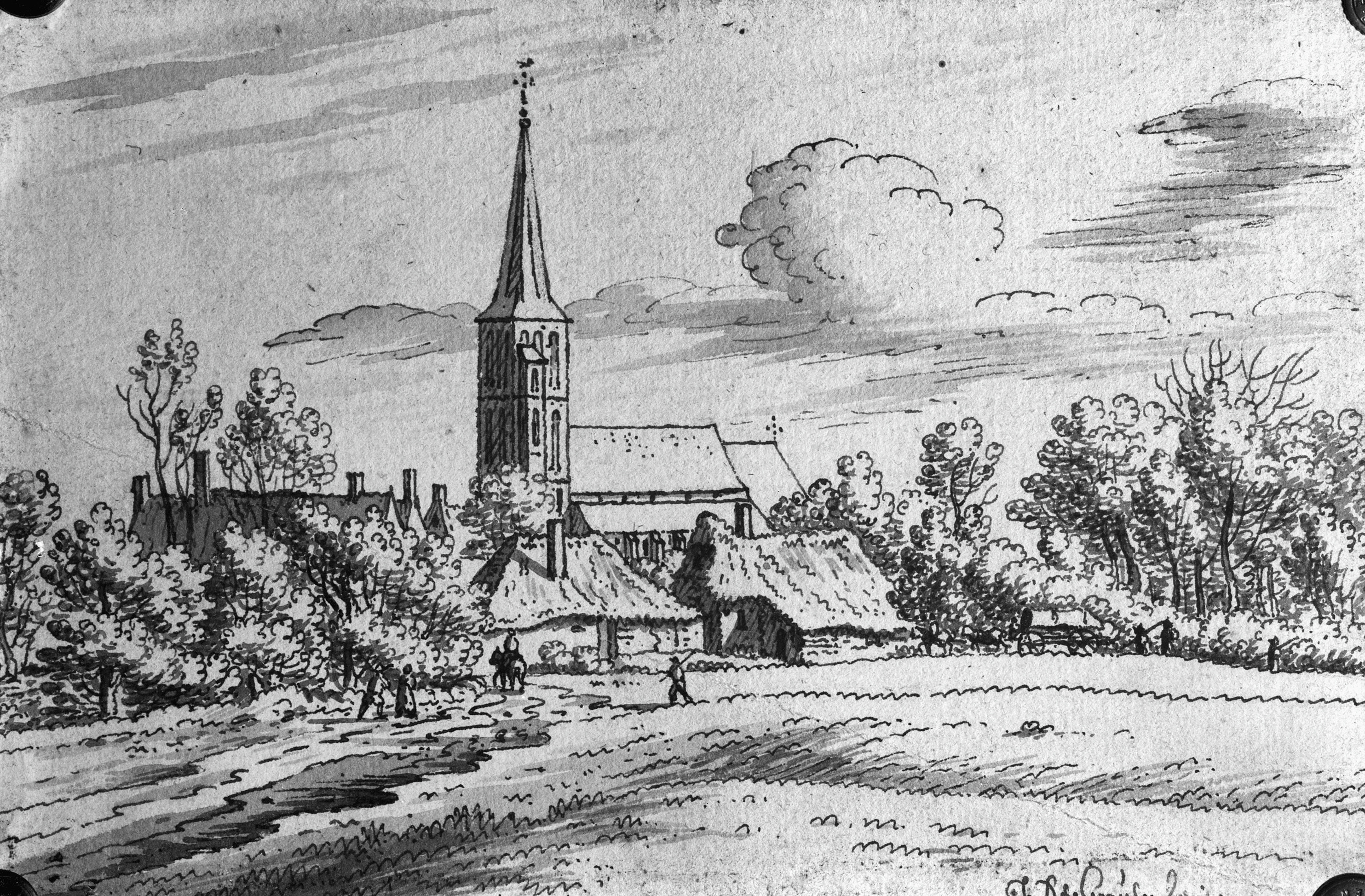
Gezicht op de voormalige kerk van Sevenum (Josua de Grave, 1675)
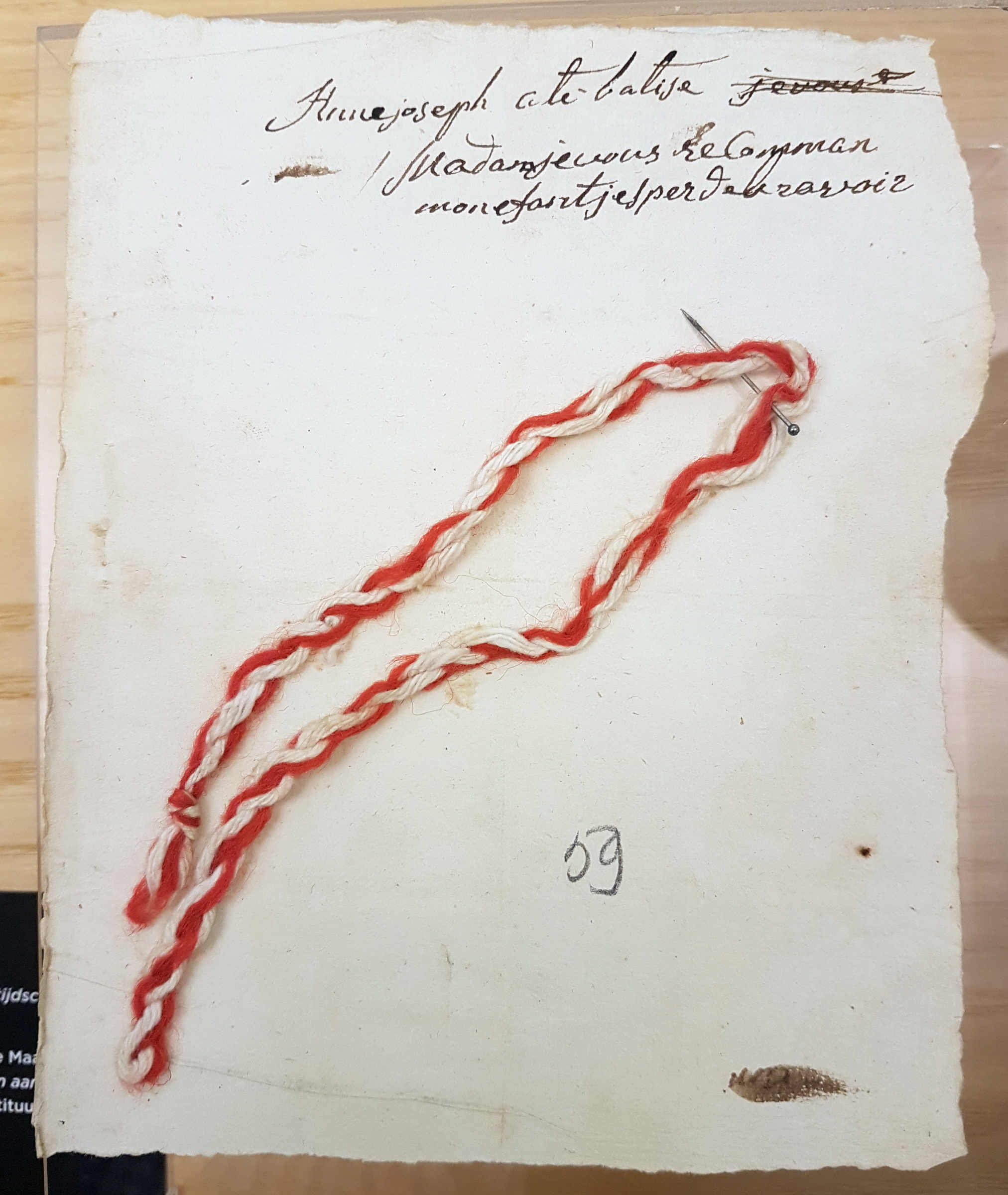
Vondelingbriefje van Anna Joseph Tweekleur, gevonden op 27 maart 1821
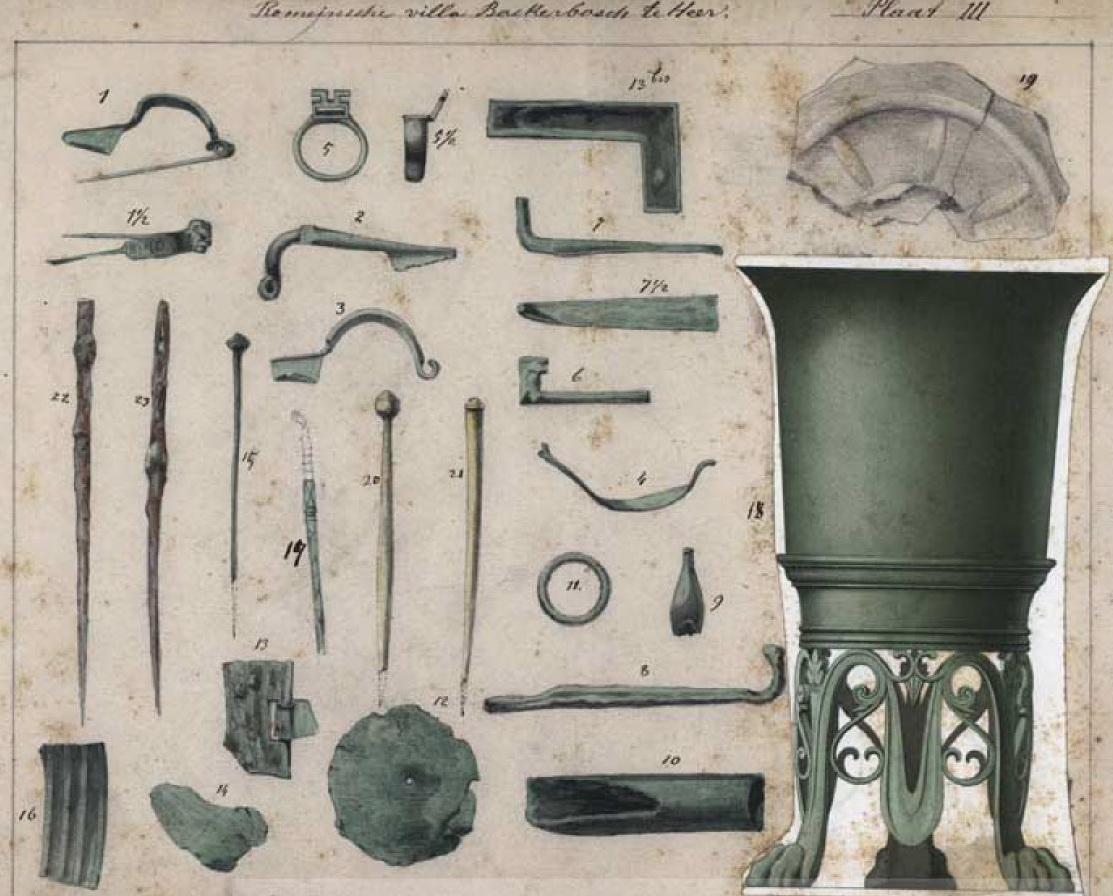
Opgravingstekening van Romeinse villa Backerbosch door Jozef Habets
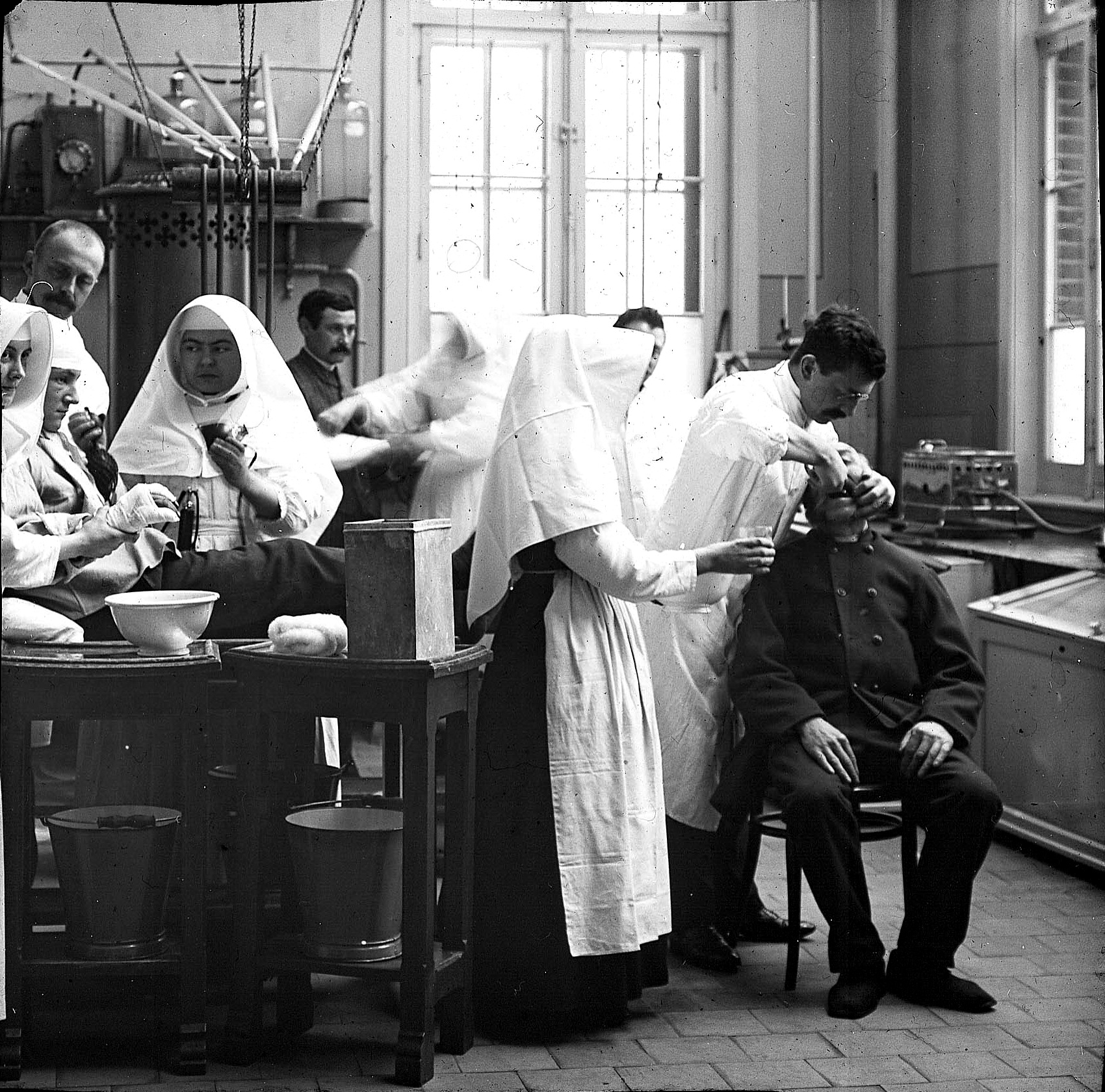
Operatiekamer Gasthuis Calvariënberg, Maastricht (Lambert van Kleef, 1896)

## Partner: SHCL
In de voormalige commandantswoning van de Sint-Pieterskazerne, onderdeel van het Minderbroederscomplex in Maastricht, is sinds 2008 het Sociaal Historisch Centrum voor Limburg (SHCL) gehuisvest. Het SHCL is een studie- en documentatiecentrum voor de geschiedenis van Nederlands Limburg. Het SHCL afficheert zichzelf als een kenniscentrum voor regionale geschiedbeoefening, waar wetenschappelijk onderzoek wordt verricht, een bibliotheek wordt beheerd, en archieven en documentatiemateriaal worden verzameld. Daarbij specialiseert het SHCL zich in de sociaal-economische en sociaal-culturele geschiedenis van Limburg in de 19e en 20e eeuw. Ondanks dat het SHCL in het complex van het HCL gehuisvest is, betreft het een onafhankelijke organisatie.